# 気象庁の人々: 社内恋愛は予測不能?!
『気象庁の人々: 社内恋愛は予測不能?!』（英: Forecasting Love and Weather、朝: 기상청 사람들: 사내연애 잔혹사 편）は、韓国のテレビシリーズである。2022年2月12日から4月3日まで、JTBCで毎週土曜日と日曜日の22時30分より放送された。

## 登場人物
※括弧内は日本語吹替。
- チン・ハギョン: パク・ミニョン（東内マリ子）
- イ・シウ: ソン・ガン（岩中睦樹）
- ハン・ギジュン: ユン・バク（英語版）（中川慶一）
- チェ・ユジン: ユラ（潘めぐみ）
- チン・ハギョンの母親: キム・ミギョン（英語版）（服部幸子）
- シン・ソクホ: ムン・テユ（森山智寛）
- コ・ボンチャン: クォン・ヘヒョ（英語版）[2]（中村浩太郎）
- オム・ドンハン: イ・ソンウク[2]（江頭宏哉）
- オ・ミョンジュ: ユン・サボン（英語版）[2]（水咲まりな）
- キム・スジン: チェ・ソウン[3]（池田海咲）
- ヒャンネ: チャン・ソヨン（くわばらあきら）

ドンハンの妻
- ボミ: イ・ソンジュ（楓みさと）

ドンハンの娘
- イ・ミョンハン: チョン・ペス（志村知幸）

シウの父
- チョ・ウンジ: ユン・ソル（菅野真衣）

ユジンの同僚

## 製作
2021年3月、カン・ウンギョン率いるグラインのクリエイティブグループが制作するシリーズを、チャ・ヨンフンが演出すると報じられた。同時期にパク・ミニョンとソン・ガンが主役として出演することが検討されていた。5月、ユラ、ユン・バクがシリーズキャストに加わった。4話目からキム・ミギョンとパク・ミニョンが親子役で出演するが、以前にも『ランニング』『トキメキ☆成均館スキャンダル』『彼女の私生活』で親子役で共演経験がある。2014年のKBS連続ドラマ『ヒーラー〜最高の恋人〜』でも共演している。